# المانوسفير
المانوسفير هي مجموعة غير منظمة من الائتلافات الكارهة للنساء الناشطة عن طريق التطبيق الحاسوبي، وعادة ما تكون ذات صلة باليمين البديل.
تتضمن هذه المجموعة بعض الائتلافات مثل مناهضة الأنثوية، حركة حقوق الآباء، إنسيل (عزوبة غير طوعية)، ام جي تي اوه دابليو (رجال يسيرون بطريقتهم الخاصة)، فولسيل (عزوبة طواعية)، فنانو الإغواء، حركة حقوق الرجال، المدونون والمعلقون، وآخرون.
يُوجد بهذا الموقع مجموعة من المواقع والمنتديات البارزة مثل شاتو هارتست، عودة الملوك، فورشان، سلتهيت.

## المصطلح
المانوسفير لفظ منحوت مستحدث يرجع أصله إلى كلمة مان والتي تعني رجل بالإنجليزية وكلمة سفير والتي تعني ميدان أي ميدان الرجل. وهو لفظ ذات صلة بكلمة اندروفير (المشتق من اللغة الإغريقية القديمة: ἀνήρ أنير والتي تعني رجل والمشتقة من كلمة أندروس والتي تعني رجال). ظهر المصطلح لأول مرة على مدونة بلوغر في عام 2009، وبعدها تبني نشطاء حركة حقوق الرجال (MRAs) وصحفيون هذا المصطلح لوصف شبكة غير منظمة عبر الإنترنت يحددها إلى حد كبير مفهوم كره النساء ومفهوم «الحبة الحمراء»، وهو استعارة مأخوذة من فيلم ذا ماتريكس. أحيانًا يُطلق على الشخص الذي يتردد على المجتمعات عبر الإنترنت المرتبطة بالمانوسفير اسم المانسفيرن.
لدى المانوسفير المصطلحات المميزة الخاصة بهم. تُعتبر صور «الحبة الحمراء والحبة الزرقاء» شائعة: قبول إيديولوجية المانوسفير يعادل «آخذ الحبة الحمراء» وأولئك الذين لا يقبلونها يُنظر إليهم على أنهم «آخذوا الحبة الزرقاء». إن آخذ الحبة الحمراء (red piller / redpiller) هو شخص تحول من الإقناع السائد أو النسوي الذي كان سائدا في السابق، إلى أولئك الذين يؤمنون بالمانوسفير. في بعض الأحيان يشيرون إلى منتقديهم بأنهم ينتقدون آخذوا الحبة الزرقاء (blue pillers). يشيع بينهم استخدام المصطلحين «الذكر المهيمن» و«الذكر الأقل هيمنة».

## نبذة تاريخية
انبثق المانوسفير من الحركات الاجتماعية مثل حركة تحرير الرجال في السبعينيات والثمانينيات. وُجدت المجموعات التي تُعد الآن جزءًا من المانوسفير، مثل حركة حقوق الرجال، قبل ظهور مصطلح «المانوسفير». يُعتقد أن المصطلح، وهو لعب لفظي على كلمة blogosphere الإنجليزية، أي «المدونات»، قد ظهر للمرة الأولى على موقع بلوغ سبوت عام 2009. روج إيان آيرونود لاحقًا للمصطلح، وهو مسوق ومؤلف إباحي. دخل المصطلح إلى المعجم الشائع عندما بدأت وسائل الإعلام باستخدامه في قصص رجال ارتكبوا أعمال عنف ضد النساء، واعتداءات جنسية، ومضايقات عبر الإنترنت.
حددت إيما إيه. جين أواخر العقد الأول من القرن الحادي والعشرين وأوائل العقد الثاني منه على أنها «نقطة تحول»، عندما انتقلت مجتمعات المانوسفير من هوامش الإنترنت لتصبح تيارًا سائدًا فيه، وتفترض ارتباط هذا التحول بظهور الويب 2.0 وبروز وسائل التواصل الاجتماعي، جنبًا إلى جنب مع كراهية النساء المنهجية المستمرة داخل الثقافة الأبوية. كتبت جين عن رسوخ المانوسفير بحلول وقت جدل غيمرغيت في عام 2014، وأن اللغة المعادية للمرأة مثل تهديدات الاغتصاب المصورة ضد النساء قد دخلت الخطاب السائد، إذ باتت تنشر على يد رجال لم ينتموا بالضرورة إلى مجموعات المانوسفير.

## الأيديولوجيا والمحتوى
يتألف المانوسفير من مجموعة متغايرة من المجتمعات عبر الإنترنت، تضم نشطاء حركة حقوق الرجال (إم آر إيه)، والإنسل (عزاب غير طوعيين)، ومجتمع رجال سائرون في طريقهم الخاص (ميغتاو)، وفناني الإغواء (بّي يو إيه)، وجماعات حقوق الآباء. تسود علاقات عدائية بين بعض هذه المجموعات. كتبت ديبي غينج أن مجموعات عدة مثل الإم آر إيه والبّي يو إيه «تبالغ في اختلافاتها في عرض مواقفها في النزاعات، رغم حقيقة أن فلسفاتها متطابقة تقريبًا».
في حين تتعارض أيديولوجية كل مجموعة أحيانًا في بعض الخصوصيات، إلا أن الأيديولوجية العامة لمجموعات المانوسفير تركز على تعزيز الذكورة، ومعارضة النسوية بشدة، وكراهية النساء. تجادل الصحفية كيتلين ديوي بأن المبادئ الرئيسية للمانوسفير يمكن اختزالها إلى (1) فساد المجتمع الحديث على يد النسوية، بانتهاكها الفروق الجنسية المتأصلة بين الرجال والنساء، و (2) قدرة الرجل على إنقاذ المجتمع أو تحقيق البراعة الجنسية من طريق تبني دور مفرط الذكورة وإجبار النساء على الخضوع له.

### الرطانة
يمتلك المانوسفير مجموعة مصطلحات مميزة خاصة به. يُذكر من مبادئه الجوهرية مفهوم «الحبة الحمراء»، استعارة مأخوذة من فيلم ذا ماتريكس. يتعلق الأمر بإيقاظ الرجال على الحقيقة المفترضة القائلة إن المجتمع كاره للرجال أساسًا وتهيمن عليه القيم النسوية. يؤمن أتباع المانوسفير أن النسوية والصواب السياسي يحجبان هذا الواقع، وأن الرجال ضحايا يجب عليهم القتال لحماية أنفسهم. يعادل قبول أيديولوجية المانوسفير «تناول الحبة الحمراء»، أما أولئك الذين لم يختاروها فقد «أخذوا الحبة زرقاء». نشأت هذه المصطلحات في مجتمع فرعي مناهض للنسوية على موقع ريديت يحمل اسم /r/TheRedPill، ثم تناقلتها لاحقًا مواقع حركة حقوق الرجال والميغتاو. كتبت دونا زوكربيرغ: «تمثل الحبة الحمراء مرحلة جديدة من كراهية النساء عبر الإنترنت. لا يسخر أعضاؤها من النساء فحسب، بل يؤمنون أيضًا أن الرجال في مجتمعنا مضطهدون من قبل النساء».
ينقسم الرجال عادة إلى ذكور «ألفا» و «بيتا» في إطار علم النفس التطوري، حيث يُنظر إلى الذكور «ألفا» على أنهم فئة مهيمنة جنسيًا وجذابة للنساء، اللواتي يرغبن في ممارسة الجنس معهم، لكنهن يقترن بذكور «بيتا» في سبيل المنافع المالية. تُعرف هذه الحجة بين أتباع حركة حقوق الرجال وفناني الإغواء باسم «ألفا للجنس وبيتا للمال»، أو بالإنجليزية: alpha fux beta bux.